# Dancing in Your Head
| 전문가 평가                          | 전문가 평가 |
| 평가 점수                            | 평가 점수   |
| 출처                                 | 점수        |
| ------------------------------------ | ----------- |
| Allmusic                             | [ 4 ]       |
| Rolling Stone                        | (favorable) |
| The Rolling Stone Jazz Record Guide  | [ 6 ]       |
| Tom Hull                             | A           |
| The Village Voice                    | A           |
| The Penguin Guide to Jazz Recordings | [ 9 ]       |

《Dancing in Your Head》는 1977년 호라이즌 레코드가 발매한 미국의 재즈 색소폰 연주자 오넷 콜먼의 스튜디오 음반이다.

## 녹음
〈Theme from a Symphony〉는 콜먼의 전기 밴드가 참여한 최초의 녹음으로, 나중에 프라임 타임으로 알려지게 되었다. 언급된 교향곡은 콜먼 자신의 《Skies of America》이다.
윌리엄 S. 버로스는 1973년 마스터 뮤지션스 오브 자주카와 함께 녹음한 〈Midnight Sunrise〉의 녹음에 참석했다.  콤팩트 디스크 재발행은 이 구성을 대체하는 것을 특징으로 하며, 이는 바이닐이나 이전 CD 발행에 존재하지 않는다.

## 곡 목록
모든 곡들은 오넷 콜먼에 의해 작곡하였다.
| #  | 제목                                      | 재생 시간 |
| -- | ----------------------------------------- | --------- |
| 1. | 〈Theme from a Symphony (Variation One)〉 | 15:47     |
| 2. | 〈Theme from a Symphony (Variation Two)〉 | 11:10     |
| 3. | 〈Midnight Sunrise〉                      | 4:45      |
| 4. | 〈Midnight Sunrise (Alternate Take)〉     | 3:49      |